# Marie Wiegmann

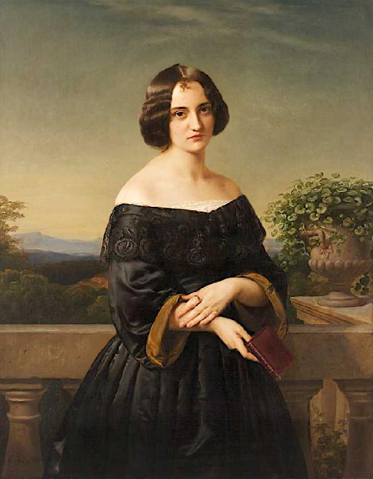
Marie Wiegmann im Alter von 25 Jahren, 1845 gemalt von Karl Ferdinand Sohn

Marie Elisabeth Wiegmann, geborene Hancke (* 7. November 1820 in Silberberg, Regierungsbezirk Breslau in Schlesien, heute Srebrna Góra, Polen; † 4. Dezember 1893 in Düsseldorf), war eine deutsche romantische Malerin von Kinderbildern, mythologischen Szenen, Genres und Porträts.

## Leben
Rudolf Wiegmann nennt in seiner Biographie über Marie Wiegmann als Geburtsort Silberberg in Schlesien, macht aber keine Angaben über ihr Geburtsdatum und ihre Familienverhältnisse. Über ihre Herkunft, Kindheit und Jugend finden sich auch in der Fachliteratur keine Angaben.

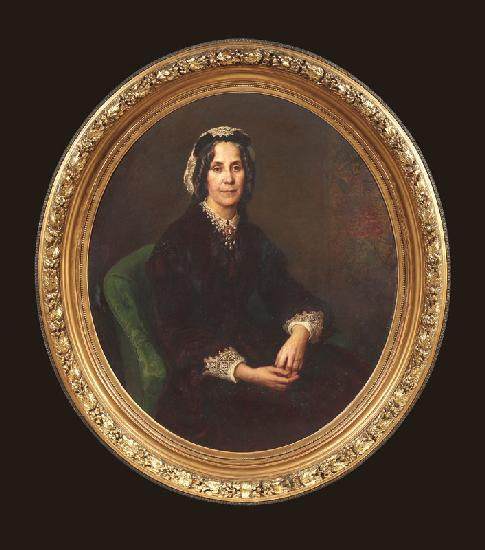
Frau Carl vom Rath. Ölgemälde von Marie Wiegmann.

Marie Hancke kam 1841 zur künstlerischen Ausbildung nach Düsseldorf, wo sie bis etwa 1843 unter der Leitung des Historienmalers Hermann Stilke arbeitete. Anschließend erlernte sie die Porträtmalerei und das Ideal-Genre bei Karl Ferdinand Sohn. Sie studierte und wirkte in seinem Atelier für Privatschüler und orientierte sich an seiner Malweise.
Bis 1850 malte sie vorwiegend Genrebilder zu Märchen und romantischen Dichtungen, später auch Porträts von berühmten Gelehrten, Frauen und Kindern und Einzelfiguren in historischem Kostüm. Im Jahr 1843 malte Karl Ferdinand Sohn ein Porträt von der 23-jährigen schönen aparten Frau, das sich heute im Museum Kunstpalast in Düsseldorf befindet.
Im Jahr 1841 heiratete Marie Hancke den Düsseldorfer Maler, Architekten und Professor Rudolf Wiegmann. Sie trug anschließend den Namen Marie Wiegmann. Er hatte Architektur und Kunstwissenschaft studiert und war seit 1839 Professor für Baukunst an der Kunstakademie Düsseldorf und von 1846 bis 1865 führte er auch das akademische Sekretariat. Die Heirat mit Rudolf Wiegmann ermöglichte ihr den Zugang zur Akademie, jedoch nicht in die akademischen Klassen. Die wenigen Frauen, denen der Zugang zur Düsseldorfer Schule gelang, studierten privat, dies unter anderen bei Karl Ferdinand Sohn. Künstlerinnen wurden damals in Düsseldorf generell benachteiligt. Die Mitgliedschaft in dem Düsseldorfer Künstlerverein Malkasten war Frauen bis 1977 verwehrt.
Aus der Ehe mit Rudolf Wiegmann gingen drei Kinder hervor: die Tochter Klara (* 1842), der Sohn Arnold (* 1846) und der Sohn Walter (* 1861), der nur vier Jahre alt wurde.
Im Jahr 1843 verkaufte Marie Wiegmann zum ersten Mal ein Gemälde: Hagar und Ismael. In den Jahren 1843 und 1845 unternahm sie auf den Spuren ihres Mannes Reisen nach Rom und Venedig. Rudolf Wiegmann hatte in den Jahren 1828 bis 1832 eine Studienreise in die deutsche Künstlerkolonie von Rom unternommen und von dort aus die Architektur des Altertums und der Folgezeit erforscht, die Wandmalereien in Pompeji untersucht und sich archäologischen Ausgrabungen gewidmet. Seinerzeit galt ein mehrjähriger Studienaufenthalt in Rom als wesentliche Ergänzung zum Hochschulstudium und als wichtige Vorbereitung für den beruflichen Aufstieg. Damals war die deutsche Künstlerkolonie in Rom ein wesentliches Zentrum der deutschen Forschung und ein wichtiger Treffpunkt der deutschen Künstler, Architekten und Wissenschaftler und ermöglichte so das Kennenlernen der bedeutenden Persönlichkeiten, die in den deutschen Kleinstaaten Rang und Namen besaßen.
1846 zog Marie Wiegmann mit ihrer Familie in das 1840 erbaute Doppelhaus Pfannenschoppenstraße 32 (jetzt Klosterstraße). In der zweiten Hälfte, der Nr. 33, wohnte seit 1844 Karl Ferdinand Sohn mit Familie. Ihre unmittelbaren Nachbarn in der Pfannenschoppenstraße 35 waren Alwine und Adolph Schroedter.
Im Jahr 1853 unternahm sie eine Studienreise nach England. Sie verbesserte ihr Können durch ausgiebige Museums- und Galeriebesuche in Deutschland (Dresden, Berlin), Holland, Belgien, England und Italien (Venedig).
Ihr Mann starb mit 61 Jahren an seinem 61. Geburtstag, dem 17. April 1865, an der Schwindsucht, und einen Monat später verstarb auch ihr erst vierjähriger Sohn Walter. Im selben Jahr nahm sie an seiner Stelle eine Pflegetochter auf, Auguste Bettauer, genannt Else Wiegmann.
Ihr Sohn Arnold fiel am 6. August 1870 in der Schlacht bei Spichern. Am 4. Dezember 1893 starb Marie nach kurzer Krankheit in Düsseldorf in ihrem Wohnhaus Pfannenschoppenstr. 32, nachdem sie 52 Jahre erfolgreich in der Stadt Düsseldorf gelebt und gearbeitet hatte.

## Marie Wiegmann in der zeitgenössischen Beurteilung

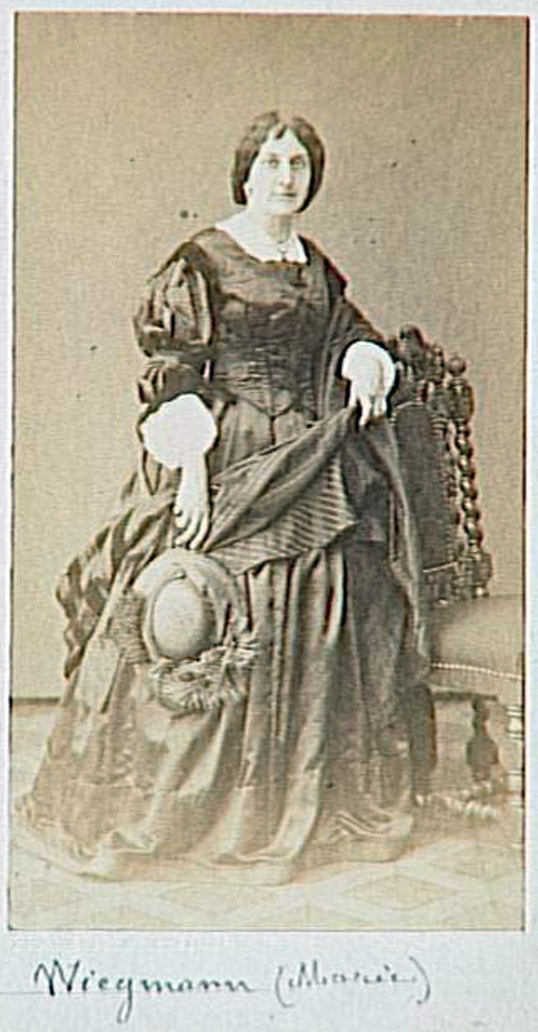
Marie Wiegmann, geborene Hancke, Foto von Arnold Overbeck, Réunion des musées nationaux et du Grand Palais des Champs-Élysées

Wolfgang Müller von Königswinter beurteilte Marie Wiegmann 1854 folgendermaßen:
- Die talentvollste Schülerin Sohn’s ist Frau Maria[5] Wiegmann, geborene Hanke, die in mehreren Elfen-Darstellungen, so wie in einer Damajanti, das unzweifelhafteste Zeugnis eines reichen duftigen Talentes, so wie es fast nur den Frauen eigen ist, an den Tag gelegt hat. In ihrer tanzenden Zigeunerfamilie, die vor einer aristokratischen englischen Familie im Garten eine(r?) Cottage tanzt, hat sie ebenfalls ein anmutiges Werk geliefert. Zarte, weiche Empfindung, anmutvolle Zeichnung und sanfte, schwellende Farben geben ihren Bildern einen eigentümlichen Reiz. Dieselben Eigenschaften bewundern wir bei ihren Bildnissen, die zugleich trefflich charakterisiert sind und häufig die mitstrebenden Männer in den Hintergrund stellen.[6]

Rudolf Wiegmann beschrieb ihre Malweise 1856 folgendermaßen:
- Eine poetische echt weibliche Auffassung der mit feinem Sinne gewählten Gegenstände, ein liebevolles kindliches Sichhingeben an dieselben, im Vereine mit tiefem Gefühle für die einfache Wahrheit und Schönheit in der Natur zeichnet diese Künstlerin innerhalb des von ihr gewählten Gebietes in hohem Grade aus. Zu mehreren ihrer Bilder hat sie den Stoff aus Dichtungen entnommen, manche sind aber selbst plastische Originalgedichte, wie z. B. das figurenreiche Bild „zwei Großmütter“. Auch im Bildnisfache hat sie sich unzweideutige Anerkennung erworben, und namentlich einen edlen Geschmack in der Anordnung und in geist- und lebensvoller Auffassung der zu reproduzierenden Individualität bewiesen. Besonders gefallen ihre Kinderporträts durch die graziöse Naivität, mit welcher sie dargestellt sind.[7]

Im Biographisches Künstler-Lexikon heißt es 1882:
- Wie ihre Bilder des idealen, den Dichtungen entnommenen Genres eine poetische, echt weibliche Auffassung, ein tiefes Gefühl für Naturwahrheit und Schönheit und eine kräftige Technik zeigen, so ihre Porträte (namentlich der Kinder) eine geistvolle Auffassung der betreffenden Persönlichkeit.[8]

Die Zeitschrift für Bildende Kunst Kunstchronik schrieb 1894 im Nekrolog unter anderem:
- Auf dem Gebiet der Bildnismalerei zeichneten sich die Werke der Künstlerin durch eine geist- und talentvolle Auffassung und eine geschmackvolle malerische Anordnung aus; auch im Genre, dem sog. Idealgenre, hat sie Treffliches geleistet.[9]

## Auszeichnungen
Sie erhielt 1859 die kleine goldene Medaille der Berliner Akademieausstellung. Hier zeigte sie zwischen 1848 und 1879 elfmal ihre neuen Ölgemälde.

## Mitgliedschaft
- Marie Wiegmann war Mitglied in dem Verein der Künstlerinnen und Kunstfreundinnen zu Berlin. Dieser Verein war seit seiner Gründung im Jahr 1867 auf das ganze deutschsprachige Gebiet und auf die angrenzenden Länder ausgerichtet. Er trägt heute den Namen Verein der Berliner Künstlerinnen.

## Meisterschülerinnen
- Ernestine Friedrichsen (* 1824 in Danzig; † 1892 in Düsseldorf)

## Ölgemälde (Auswahl)

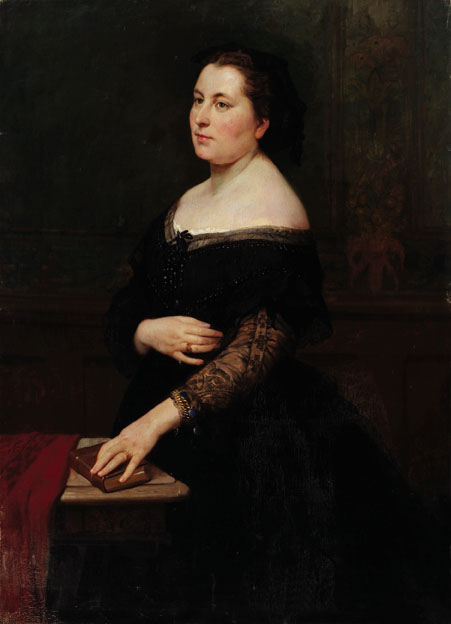
Porträt einer Frau mit Gebetbuch, Ölgemälde aus dem Jahr 1864 von Marie Wiegmann

- 1843: Ein Frauenbildnis in lebensgroßer halber Figur
- 1843: Hagar und Ismael (Ankauf durch den Kunstverein für Rheinland und Westfalen zur Verlosung, erworben von Gymnasialdirektor Baaden in Arnsberg)
- 1846: Elfenliebe (erworben von Frau von Pritzelwitz in Berlin)
- 1847: Die Elfen nach dem gleichnamigen Gedicht von Ludwig Uhland (Ankauf durch den Kunstverein für Rheinland und Westfalen, 1847 verlost an die Gräfin Schaffgotsch in Warmbrunn, 1848 auf der Berliner Akademie-Ausstellung unter der Nr. 1157 gezeigt)
- 1850: Elfen-Ritter, kleines Bild (Ankauf durch den Kölner Kunstverein zur Verlosung)
- 1850: Damajanti nach Friedrich Rückerts Nachdichtung von Nala und Damayanti 1828 (Ankauf durch den Kunstverein für Rheinland und Westfalen, verlost an Sanitätsrat Dr. Weese in Thorn)
- 1851: Damajanti 2. Fassung (Ankauf durch den russischen Legationssekretär Scripizin in Hannover)
- 1851: Bildnis von Julius Scheidt (Ankauf durch Julius Scheidt in Kettwig. Das Bild ist noch im Familienbesitz.)
- 1852: Pflanzerkinder beim Bade (Ankauf durch die Königin Marie von Hannover)
- 1852: Mohrenwäsche (Landesmuseum Hannover, nicht mehr im Bestand)
- 1852: Bildnis der Gabriele Gräfin von Hatzfeldt, geborene Gräfin von Dietrichstein, halbe Figur
- 1852: Zwei Großmütter. Zigeunerfamilie vor einer aristokratischen Familie. (Ankauf durch die Königin Victoria für die Royal Collection, Osborne House, ausgestellt 1852 und 1858 in der Berliner akademischen Kunstausstellung)
- 1853: Die wahrsagende Zigeunerin (Ankauf durch die Königin Victoria, ausgestellt auf der Londoner Deutschen Kunstausstellung 1853)
- 1855: Damenporträt, 80 × 65 cm
- 1856: Ein Wiedersehen nach Jahren, zwei Halbfiguren in Lebensgröße (ausgestellt auf der Berliner akademischen Kunstausstellung 1856)
- 1858: Zwei Großmütter, 101 × 119 cm (letzter Verkauf am 26. Juni 2004)
- 1858: Bildnis eines Knaben ganze Figur in Lebensgröße (ausgestellt auf der Berliner akademischen Kunstausstellung 1858)
- 1858: Ein Wiedersehen, eine reuige Tochter zu Füßen ihrer Mutter (angekauft vom Kunstverein für Rheinland und Westfalen zur Verlosung, ausgestellt auf der Münchner allgemeinen und historischen Kunstausstellung 1858, Berliner akademischen Kunstausstellung 1866, Kunstverein für Rheinland und Westfalen 1867)
- 1860: Undine (ausgestellt auf der Berliner akademischen Kunstausstellung 1860 und auf der Kölner allgemeinen deutschen und historischen Kunstausstellung 1861)
- 1860: Kind von der Insel Marken
- 1861: Die Betende
- 1861: Spielende Pflanzerkinder (Ausgestellt auf der Kölner allgemeinen deutschen und historischen Kunstausstellung 1861, erworben von der Prinzessin Louise von Wied)
- 1861: Porträt einer Dame (ausgestellt auf der Kölner allgemeinen deutschen und historischen Kunstausstellung 1861, erworben von Graf Stanislaus von Kalckreuth in Weimar)
- 1861: Der Kunsthistoriker Karl Schnaase, 88 × 69 cm. (1875 ausgestellt in Schulte’s Düsseldorfer Kunstausstellung, 1875 angekauft von der Alten Nationalgalerie in Berlin, Inv. A I 211). Eine Fotografie des Gemäldes befindet sich beim Bildarchiv „Photo Marburg“ (Bildindex der Kunst und Architektur) unter dem Stichwort „Marie Wiegmann“.
- 1864: Porträt der Kobiety z Modlitewnikiem, 124 × 89 cm
- 1866: Porträt der auf einem Sessel sitzenden Frau Carl vom Rath, Schwiegermutter des Adolf von Carstanjen, 112 × 96 cm. (Ankauf durch die Familie Carstanjen, letzter Verkauf am 5. Juli 2003)
- nach 1865: Porträt von Heinrich von Sybel
- nach 1865: Porträt von Karl Ferdinand Sohn
- 1867: Begegnung
- 1868: Junge Frauen in alter Tracht (ausgestellt auf der Berliner akademischen Kunstausstellung 1868)
- 1870: Eine Florentinerin (ausgestellt auf der Dresdner akademischen Kunstausstellung 1870)
- 1870: Damenporträt mit Rose, 650 × 520 cm (letzter Verkauf 2006)
- 1872: Vornehme Italienerin aus dem 15. Jahrhundert (ausgestellt auf der Berliner akademischen Kunstausstellung 1872)
- 1872: Frau in altenglischer Tracht (ausgestellt auf der Berliner akademischen Kunstausstellung 1872)
- 1873: Studienköpfe
- 1873: Vornehme englische Dame aus dem 15. Jahrhundert (Ankauf durch den Hannoverschen Kunstverein zur Verlosung)
- 1874: Mädchen, dem Spiel zweier Schmetterlinge zuschauend (ausgestellt auf der Düsseldorfer allgemeinen deutschen Kunstausstellung 1880)
- 1876: Venetianische Dame (ausgestellt auf der Berliner akademischen Kunstausstellung 1876)
- 1876: Junges Mädchen mit Rosen (ausgestellt auf der Berliner akademischen Kunstausstellung 1876)
- 1876: Französische Frau aus dem Jahre 1792 (ausgestellt auf der Berliner akademischen Kunstausstellung 1876)
- 1879: Gruppenbildnis (ausgestellt auf der Berliner akademischen Kunstausstellung 1879, Erwerber: Reinhart in Worms)
- 1879: Porträt von Clara Viebig
- ohne Jahr: Die Meerfahrt der Braut
- ohne Jahr: The Colonist’s Children Crowning a Negro Woman im Landesmuseum in Hannover[10]

Einige Kunstvereine kauften Werke von Marie Wiegmann an und verlosten sie bei ihrer Generalversammlung unter denen, die Aktien des Kunstvereins erworben hatten. Aber sie präsentierten die zur Verlosung angekauften Werke auch in Ausstellungen anderer Kunstvereine. So zeigte der Hannoversche Kunstverein 1873 das von ihm zur Verlosung angekaufte Gemälde Vornehme englische Frau aus dem 15. Jahrhundert von Marie Wiegmann in der 183. Kunstausstellung des Oldenburger Kunstvereins.

## Ausstellungen
- Berlin (1848: Die Elfen; 1852 und 1858: Zwei Großmütter. Zigeunerfamilie vor einer aristokratischen Familie.; 1856: Ein Wiedersehen nach Jahren; 1858: Bildnis eines Knaben.; 1860: Undine; 1866: Ein Wiedersehen; 1868: Junge Frauen in alter Tracht; 1872: Vornehme Italienerin aus dem 15. Jahrhundert und Frau in altenglischer Tracht; 1876: Venetianische Dame, Junges Mädchen mit Rosen und Französische Frau aus dem Jahre 1792; 1879: Gruppenbildnis).
- Bremen (1876 und 1884).
- Dresden (1870: Eine Florentinerin).
- Düsseldorf (1867: Ein Wiedersehen.; 1880: Mädchen, dem Spiel zweier Schmetterlinge zuschauend; 1875: Der Kunsthistoriker Karl Schnaase und Ausstellungen der durch den Kunstverein für Rheinland und Westfalen zur Verlosung angekauften Bilder)
- Hannover (1873: Vornehme englische Dame aus dem 15. Jahrhundert)
- Kassel
- Köln (1861: Undine, Spielende Pflanzerkinder und Porträt einer Dame)
- London (1853: Die wahrsagende Zigeunerin.)
- Oldenburg (1873)
- München (1858: Ein Wiedersehen.)

In den Ausstellungen zeigte sie ihre romantischen Genregemälde, ihre Porträts und ihre Kinderbilder. Ihre Gemälde wurden von Privatsammlern, von öffentlichen Sammlungen und von dem englischen Königshaus angekauft.